# 歐敬祿
歐敬祿，CBE[?]（1925年11月26日—2015年8月10日），一作區敬祿或區德祿，英國殖民地法官，1977年至1990年擔任香港高等法院原訟庭按察司。
歐敬祿1948年畢業於都柏林大學學院，翌年取得愛爾蘭執業大律師資格。1956年，他獲英國殖民地部聘用，派往肯雅擔任駐紮裁判司，任內審理不少涉及茅茅起義的刑事案件。他其後於1962年調往香港出任裁判司、1970年升任地方法院法官、以及在1977年出任高等法院原訟庭按察司。
在高院按察司任內，歐敬祿參與審理過多宗重大案件，當中包括在1978年審理涉及《東方日報》創辦人馬惜如和馬惜珍兄弟的大型跨境販毒案件。然而，馬惜珍在案件開審前棄保潛逃，促使歐敬祿在當年9月向他發出拘捕令，一直到2015年6月馬惜珍在台灣逝世時，拘捕令仍然有效。此外，歐敬祿分別在1984年和1987年審結伊巴謙謀殺案和寶馬山雙屍案兩宗轟動一時的謀殺案件。由於寶馬山雙屍案的其中一名被告和一名控方污點證人未滿18歲，因此被歐敬祿判處他們等候英女皇發落。可是，兩人的監禁刑期隨著1997年香港主權移交而遲遲未能確定，結果兩人分別遲至主權移交後的1998年和2005年才獲當局確定刑期，事件更於2000年被改編名為《等候董建華發落》的紀實小說。
歐敬祿在1990年從高院退休後返回北愛爾蘭過退休生活，但仍於1991年至1997年應邀出任直布羅陀上訴法院大法官，任內曾主審紐沃爾謀殺案案中主犯羅德里克·紐沃爾的引渡聆訊。歐敬祿在晚年的思路仍非常清晰，即使年過80歲，但每天仍可輕易運用手上的iPad閱讀《泰晤士報》、香港報章和北愛爾蘭的新聞。他在2015年8月10日因心臟病突發逝世，終年89歲。

## 生平

### 早年生涯
歐敬祿1925年11月26日生於英國北愛爾蘭唐郡的霍利伍德，父母分別名叫詹姆士·愛德華·奧康納（James Edward O'Connor）和瑪麗·薩維奇（Mary Savage）。他還有數名兄妹，名叫尼亞爾（Nial）、布賴恩（Brian）和傑拉爾丁（Geraldine）。歐敬祿的父親經營蔬果批發生意，也是唐帕特里克之斯圖爾古井（Struell Wells）的地主，那裡除了是一個基督教朝聖地，也是歐敬祿童年假日遊樂的地方，其父後來將之贈予國家名勝古蹟信託管理。
歐敬祿少時入讀位於貝爾法斯特牛津街的聖馬拉奇基督弟兄小學（St. Malachy's Christian Brothers' School），其後升讀都柏林的黑岩書院（Blackrock College）過奇宿生活。自少便有過人記憶力的他在黑岩書院成績優異、屢獲獎項，並參與校內的欖球運動。畢業後，他入讀都柏林大學學院主修商業，修讀的學科包括法律、會計和西班牙語等等，每當會計課和西班牙語的課堂重疊，他都會自學錯過了的會計課單元。他在大學學院還熱衷於劍擊，曾獲得多個校內獎項。歐敬祿於1948年從大學學院取得商學士學位（B.Com.）畢業後，旋即入讀都柏林的英皇律師學院，並於翌年成功考取得執業大律師資格。1949年，愛爾蘭南部正式脫離英國獨立成為共和國，擁有英國和愛爾蘭雙重國籍的他遂選擇留在當地執業，且活躍於都柏林和莫納亨郡克龍斯（Clones）兩地的巡迴裁判區，主要參與刑事案件訴訟。

### 殖民地生涯

#### 加入司法部
1956年8月，歐敬祿返回英國，成功獲殖民地部受聘，獲派到非洲肯雅司法部出任駐紮裁判司；除了有一段時間在內羅畢工作，他主要時間都被派到涅里、湯普森瀑布（尼亞胡魯魯前身）、納庫魯湖和尼耶利等地方任職。雖然他曾說過最喜愛在肯雅生活的日子，但當時正值茅茅起義，反抗英國殖民地管治的武裝衝突時有發生，他不單止負責審理各類相關的刑事案件，而且還獲當局分發手槍作自衛用途。此外，由於不少基庫尤族人因為參與茅茅起義而被關押於拘留營內，他經常要走訪不同的拘留營主持審訊，但鑑於拘留營環境擠迫，他甚至要在戶外樹下開庭審案。他曾經在拘留營審理一宗案件期間，與另一名裁判司公開進食營內的食物，用行動向被拘留的人士證明當局沒有在營內的食物下毒；在另一宗案件，他裁定一名白人警官殺害被關押於拘留營內的一名黑人罪名成立，更是引起當地輿論的一陣轟動。

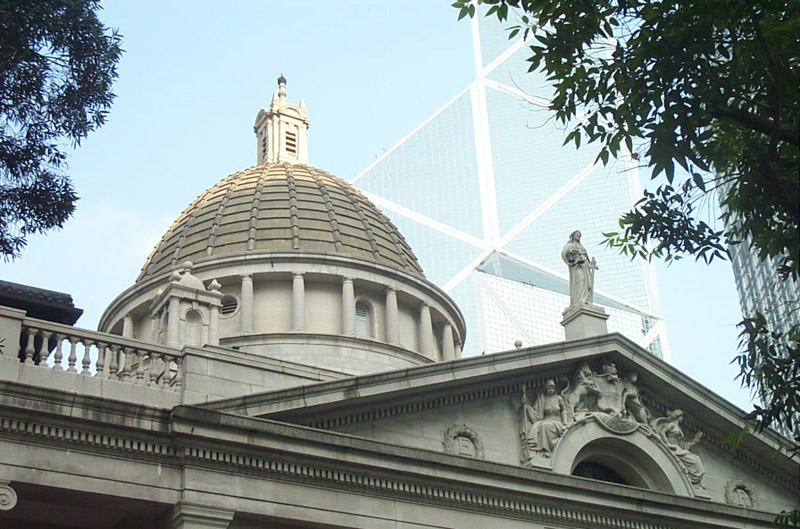
歐敬祿在1977年奉委高等法院原訟庭按察司

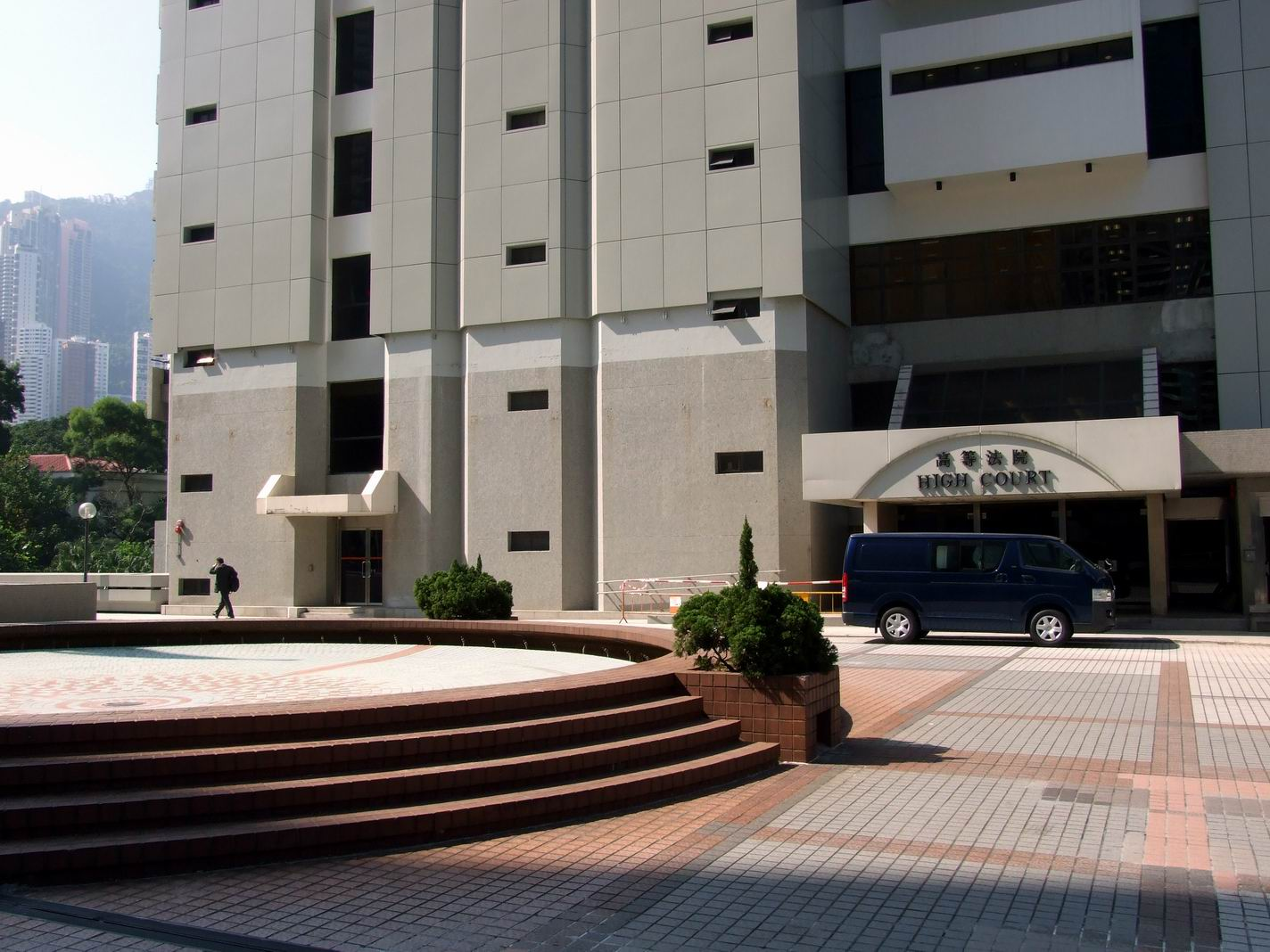
歐敬祿在1984年遷到新落成的最高法院新大樓辦公

隨著肯雅在1963年脫離英國獨立，歐敬祿在前一年的1962年被調往香港擔任裁判司，其後於1970年6月升任地方法院法官。1977年6月，他進一步奉委為高等法院原訟庭按察司（即大法官），任內審理過多宗轟動一時的案件，當中包括涉及《東方日報》創辦人馬惜如及馬惜珍兄弟的大型跨境販毒案件。該案原本在1978年9月25日由歐敬祿主持開審，但案中九名被告當中，包括馬惜珍在內的其中五人卻在開審前成功潛逃海外，引起輿論譁然。雖然如此，他按計劃如期開審，並同時發出通緝令要求緝拿馬惜珍等人歸案。由於馬惜珍三十多年來均潛逃在外，因此當他於2015年6月在台灣逝世的時候，歐敬祿發出的通緝令仍然有效。至於案中餘下四名被告，其中一人最後被陪審團裁定販毒罪名不成立，當庭獲釋，但餘下三名被告卻被陪審團一致裁定販毒罪名成立，當中兩人於同年11月15日各被歐敬祿重判入獄15年，餘下一名被告也被重判入獄八年。
1978年10月，歐敬祿審理33歲外籍律師鍾德輝（John Richard Duffy）被警方落案起訴七項涉嫌雞姦多名未成年男童的案件，被告延聘了沈澄御用大律師求情，但都被裁定罪名成立，並被判入獄三年。歐敬祿判案時特別嚴辭批評被告「敗壞社會道德」、「博取他人的信任而犯案」，並直斥被告的行為是一種病態，認為有必要予以嚴懲。鍾德輝入獄後，法院更頒令吊銷其律師執照，而他的律師樓也以清盤收場。
歐敬祿還於1981年參與審理電視藝員高崗被殺一案。該案起因源於1980年8月4日晚上，高崗在西貢因為泊車問題在爭執中遭休班探員鄭沛錕槍殺。陪審團在翌年3月18日裁定鄭沛錕謀殺罪名不成立，但誤殺罪名成立，被主審原訟庭按察司梅賢玉判監五年。鄭沛錕其後上訴，經合議庭李安瀾、李福善和康士三位按察司審議後，於同年9月批准就被告的誤殺罪名發還原訟庭重審。這次重審由歐敬祿主持，其後陪審團認為被告是出於自衛殺人開槍，結果在12月21日裁定被告誤殺罪名不成立，並由歐敬祿當庭釋放。然而，有輿論認為高崗手無寸鐵，鄭沛錕也沒有開槍殺人的必要，加上歐敬祿被指多番引導陪審團，質疑裁決並不恰當。

#### 伊巴謙謀殺案
1984年，歐敬祿審理了轟動一時的伊巴謙謀殺案，案中死者是馬來西亞裕民銀行助理總經理賈利勒·伊巴謙（Jalil Ibrahim），他於1983年被馬來西亞總行派到香港，負責調查香港分行的帳目，但卻在7月18日於下榻的尖沙咀麗晶酒店被大馬男子麥福祥勒死，屍體被藏於一個行李箱，其後更被棄屍於新界大埔一處蕉林。不過，警方未幾就因為伊巴謙失蹤而展開調查，並根據線索成功捉拿麥福祥歸案。麥福祥起初向警方謊稱自己是被馬來西亞財政部派到香港執行任務，其後又稱真正兇手是一名韓國籍殺手。直到後來經過警方深入盤問後，他才供稱受佳寧集團主席陳松青透過一名韓國籍男子指使殺害伊巴謙。伊巴謙被殺一案隨後於1984年4月初由歐敬祿主持下開審，案件審訊歷時一個多月，最終陪審團在5月17日一致裁定被告謀殺罪名成立，由歐敬祿依例判處繯首死刑。麥福祥其後不服裁決，並延聘英國御用大律師提出上訴，但在翌年1月被上訴庭駁回。
另外，麥福祥在案中供稱，陳松青下令殺害伊巴謙，背後原因是因為當時瀕臨於破產邊緣的佳寧集團正向裕民銀行申請借款400萬美元救亡，但卻被伊巴謙從中阻撓。雖然控方未能掌握到充分證據指證陳松青就是謀殺案的主謀，但案件揭露裕民銀行原來已累積向佳寧集團借出5億美元，觸發大馬等多個地方的金融當局調查裕民銀行與佳寧集團之間存在的不法勾當，並促使後來轟動香港輿論的佳寧詐騙案浮面。歐敬祿主審期間甚至形容案件情節猶如「紙牌屋」一樣，「拿走一張紙牌，整間屋就倒下」。

#### 寶馬山雙屍案
歐敬祿在任原訟庭按察司後期主審了另一宗轟動社會的寶馬山雙屍案。該案發生於1985年4月20日，一對居港年輕英籍情侶在香港島東部寶馬山約會的時候被五名華籍男子亂棍打死，男女死者除了傷痕纍纍、身上財物被搶去外，女死者更被姦污。事後警方一度大舉搜捕，最後掌握線索於同年11月拘捕彭信義、譚士歡、尹三龍、張有恒及趙偉文五人，隨後他們被落案起訴謀殺17歲英籍中學生麥布萊（Kenneth McBride）和他的18歲英籍女同學梅雅絲（Nicola Myers）。案件於1986年10月由歐敬祿主持下開審，期間第三被告尹三龍經接納後轉為控方證人。經過前後兩個月的冗長聆訊，陪審團於1987年1月20日一致裁定彭信義、譚士歡、張有恒和趙偉文四人謀殺罪名成立，歐敬祿遂依例判處其中三人即彭信義、譚士歡和趙偉文繯首死刑，但餘下一名被告張有恒和控方污點證人尹三龍由於未滿18歲，因此被判等候英女皇發落。
歐敬祿判刑後，彭信義、譚士歡、張有恒和趙偉文四人曾經就判決提出上訴，但翌年2月被上訴庭三位按察司邵祺、柏嘉和甘士達駁回。雖然如此，彭信義、譚士歡和趙偉文三人後來相繼獲得特赦改判終身監禁，但唯獨張有恒和尹三龍卻一直等候英女皇發落。過往，被判等候英女皇發落的少年重犯通常成為成年人後，才會被確定實際刑期；可是，隨著1997年香港主權移交，法律上卻未有相應銜接，這導致張有恆和和尹三龍一類被判等候英女皇發落的囚犯無從被當局確定刑期，變相被判終身監禁。幾經爭取，當局在行政長官董建華介入下才於1998年確定尹三龍的監禁刑期是27年，而張有恆的刑期要遲至2005年才被確定為35年。有關事件後來在2000年由作家楊漪珊寫成名為《等候董建華發落》的紀實小說，並在同年拍成同名電影，以喚起社會的關注。

#### 其他觀點
歐敬祿在司法界工作多年，也曾發表一些重要的法律意見。1966年，當時仍任裁判司的他應時任經歷司的邀請，就某些法官處理簡易治罪程序下的輕微罪行時，僅僅將保釋金充公了事而不發出拘捕令的做法發表意見。他質疑這種做法無疑要法庭默許由控方決定刑罰，除了造就貪污機會外，似乎也是一種繞過立法程序私自制定的一套定額罰款制度，情況並不妥當。有關看法後來於1988年被引用到香港法律改革委員會發表以「刑事訴訟的保釋問題」為題材的報告書，並且獲得法改會的認同。
另一方面，歐敬祿在1980年6月聯同上訴庭按察司李福善和另一原訟庭按察司鮑偉華在一宗於1979年6月發生的嚴重傷人案中駁回被告杜啟瑞等人不服被定罪而提出的上訴，歐敬祿在判詞中同意自願的供認陳述只要獲得法庭接納，供認陳述本身就足以支持定罪，但他特別強調如果供認陳述是法官入罪的唯一證據，那麼「主審法官就必須特別小心審視和估量證據」。他在判詞中進一步指出，法官沒有特權決定一項陳述是否自願作出以及可否在法律上獲得接納；如果陳述出於自願，便可獲得接納。因此，只有當陳述被裁定為自願和可接納後，法官才有特權把陳述從證據中豁除；對於非自願的陳述，法官沒有特權將之接納為證據。
有鑑於一項陳述是否出於自願的證據，往往取決於規範警方取證的《法官規則》（Judges' Rules），歐敬祿也在杜啟瑞案的判詞中質疑香港採用的《法官規則》承襲自英國，未必能夠完全切合香港的實際情況，故此他呼籲警方按香港的實際情況對《法官規則》作出詮釋，並作出相應修訂。歐敬祿的看法後來於1984年被引用於法改會另一份以「招供詞及其在刑事法律程序中可予採納程度」為題材的報告書中。
歐敬祿在任原訟庭按察司多年，尤善於審理刑事案件，且被視為原訟庭最能幹的法官之一。1987年，他累遷成為原訟庭資深按察司，並於同年起分別兼任汶萊高等法院專員和司法人員敘用委員會委員。1988年，他還分別獲委任為長期囚禁覆檢委員會主席和法改會拘捕、羈押、搜查及沒收問題小組委員會委員，任內參與編寫法改會於1992年8月發表以「拘捕問題」為主題的報告書。歐敬祿服務原訟庭前後13年，於1990年11月正式退休，未幾更於1991年元旦授勳名單獲英廷頒授CBE勳銜，以肯定他多年來在司法界的工作。

### 晚年生涯
歐敬祿退休後返回英國北愛爾蘭唐郡班戈定居，但旋於1991年至1997年獲邀出任直布羅陀上訴法院大法官，間中又獲邀前往汶萊和倫敦審案，並曾與喬治·卡門（George Carmen）和邁克爾·曼斯菲爾德（Michael Mansfield）等知名的御用大律師交手。1993年3月，他在直布羅陀審理27歲澤西島男子羅德里克·紐沃爾（Roderick Newall）的引渡案。紐沃爾於1987年在澤西島家中設局殺害父母以繼承100萬英鎊遺產，但數年後東窗事發，他於是循海路潛逃，但於1992年8月在海上被捕，並被解往直布羅陀。歐敬祿隨後裁定把紐沃爾引渡返回英國受審，他最後在1994年被判處終身監禁，惟服刑13年後於2007年獲准提早假釋；其胞弟馬克·紐沃爾（Mark Newall）在法國落網後也被引渡回英國受審，並因為非法協助處理屍體罪名成立被判監六年，但服刑三年後獲得假釋。
晚年的歐敬祿熱愛旅遊、閱讀、運動和收看電視喜劇，即使年過80歲，思路仍非常清晰，面對iPad和智能電視等嶄新電子產品都能夠輕易上手，並每天運用手上的iPad閱讀《泰晤士報》、香港報章和北愛爾蘭的新聞。2014年4月，被指在30多年前捲入販毒案但棄保潛逃的香港《東方日報》創辦人馬惜珍向香港高等法院申請撤回歐敬祿於1978年9月向他發出的拘捕令，代表馬惜珍的資深大律師麥高義提出的其中一項理據是歐敬祿在拘捕令中「要求將馬惜珍帶到本席面前」，惟歐敬祿已退休多時，可能已經身故，即使在世也無法執行拘捕令。然而，申請最終被高等法院原訟庭法官陳慶偉駁回，而事實上歐敬祿在2014年4月仍然在世。
2015年8月10日，身體狀況如常的歐敬祿因為心臟病突發在班戈逝世，終年89歲。家屬於同年8月14日在當地的聖康格耳教堂（St Comgall's Church）舉行喪禮，遺體隨後落葬於克蘭德博伊墳場（Clandeboye Cemetery）。

## 個人生活
歐敬祿在肯雅任職裁判司的時候結識伊麗莎白·芒羅·迪尤（Elizabeth Munro Dew）。伊麗莎白是腓特烈·迪尤（Frederick Dew）的女兒，曾任職於意大利航空，兩人其後於1963年9月7日在香港結婚。歐敬祿夫婦共育有一子兩女，分別名叫羅里·布蘭登（Rory Brendan，1967年生）、費奧納（Fiona，1962年生）和西沃恩（Siobhan，1981年生），惟歐敬祿夫人於2012年逝世。此外，在香港生活期間，歐敬祿是英皇御准香港賽馬會、三軍會和婦女遊樂會會員。

## 榮譽
- 以下列出榮譽全稱及縮寫：^ 
  - 英帝國司令勳章（C.B.E.） （1991年元旦授勳名單[40]）

## 注腳
1. ↑  Civil and Miscellaneous Lists, Hong Kong Government (1973), p. 6.
2. 1 2 3 4 5 6 7 8 9  Sinclair (1988), p.306.
3. 1 2 3 4 5 6 7 8 9 10 11 12 13 14 15 16 17 18 19 20  "OBITUARY: Rory O'Connor sat as judge under African trees and Asian skyscrapers" (19 September 2015)
4. 1 2 3 4 5 6 7 8 9  "Co Down man was gifted judge on three continents" (15 August 2015)
5. 1 2 3 4  〈區敬祿奉委原訟庭法官〉（1977年9月9日）
6. 1 2 3  "O'CONNOR, Rory" (2012), p.1714.
7. 1 2  Who's who in Hong Kong: A bibliographical dictionary of Hong Kong (1979), p.277.
8. 1 2  〈被控串謀馬氏兄弟販毒案，李輝、余毓光、陳基賢分別判囚八至十五年〉（1978年11月16日）
9. ↑  〈八人保釋五人潛逃，警方已下令通緝〉（1978年9月20日）
10. 1 2  〈歐敬祿出手令〉（2014年4月15日）
11. 1 2  〈貝世雄無罪獲釋〉（1978年10月19日）
12. ↑  〈馬惜珍病逝：警方：被通緝者死亡將申撤拘捕令〉（2015年6月17日）
13. 1 2  〈外籍律師雞姦男童七罪共判入獄三年〉（1978年10月20日）
14. ↑  趙文宗（1999年），頁192。
15. 1 2  〈鄭沛錕判監五年〉（1981年3月19日）
16. ↑  〈鄭沛錕須重審被控誤殺罪名〉（1981年9月10日）
17. ↑  〈鄭沛錕無罪釋放〉（1981年12月22日）
18. ↑  施達郎（1982年），頁85至89。
19. 1 2 3 4 5 6  〈伊巴咸被殺案，麥福祥判死刑〉（1984年5月18日）
20. 1 2 3 4 5 6  何亮亮（2006年），頁38至41。
21. ↑  〈伊巴咸案控方証供全部終結，今起由麥福祥答辯〉（1984年5月10日）
22. ↑  〈麥福祥上訴被駁回，維持繯首死刑原判〉（1985年1月12日）
23. 1 2  Schweisberg (6 May 1984)
24. 1 2 3 4 5  〈寶馬山雙屍案死者沉冤得雪，四被告謀殺罪成，三人依例判死刑〉（1987年1月21日）
25. 1 2 3 4 5 6 7  〈蘋話當年：1985年寶馬山雙屍案，死者家屬寬恕少年犯〉（2014年4月20日）
26. ↑  〈寶馬山雙屍案四被告昨聯同向上訴庭上訴〉（1988年2月12日）
27. ↑  〈寶馬山外籍男女雙屍案，三死囚與少年上訴已遭駁回〉（1988年2月13日）
28. ↑  〈寶馬山雙屍案，張有恆上訴失敗〉（2006年4月7日）
29. ↑  吳君玉主編（2003年），頁68至69。
30. 1 2 3  Topic 16: Bail in Criminal Proceedings (December 1988), pp.102-103.
31. ↑  〈碼頭外女子遭毀容，六名青年涉嫌被控〉（1979年6月10日）
32. ↑  〈被控將一女子毀容，何玉麟獲釋〉（1979年6月21日）
33. 1 2 3 4 5  CACC1189/1979
34. 1 2  Topic 8: Confession Statements and Their Admissibility in Criminal Proceedings (December 1984), pp.71-72.
35. 1 2  Topic 8: Confession Statements and Their Admissibility in Criminal Proceedings (December 1984), p.75.
36. ↑  Topic 8: Confession Statements and Their Admissibility in Criminal Proceedings (December 1984), p.85.
37. ↑  Topic 8: Confession Statements and Their Admissibility in Criminal Proceedings (December 1984), pp.71-71, 75, 85 & 87.
38. 1 2  〈一九九一年元旦日，女皇授勳本港官民〉（1990年12月31日）
39. 1 2  Topic 25: Report on Arrest (August 1992), p.2.
40. 1 2  "Supplement to Issue 52382 （页面存档备份，存于）", London Gazette, 31 December 1990, p.16.
41. 1 2  "French police arrest Newall's brother" (18 March 1993)
42. 1 2 3  "The Newall Murders"  (retrieved on 1 December 2015)
43. 1 2 3  "Parents' killer to be freed after 13 years" (25 May 2007)
44. 1 2  〈馬惜珍倘回港，律政司將撤控販毒〉（2014年4月15日）

### 英文資料
- Civil and Miscellaneous Lists, Hong Kong Government. Hong Kong: Government Printer, 1973.
- Who's who in Hong Kong: A bibliographical dictionary of Hong Kong. Hong Kong: South China Morning Post, 1979.
- Schweisberg, David R., "Government prosecutors expect to wrap up their case （页面存档备份，存于）", United Press International, 6 May 1984.
- Topic 8: Confession Statements and Their Admissibility in Criminal Proceedings （页面存档备份，存于）. Hong Kong: The Law Reform Commission of Hong Kong, December 1984.
- Sinclair, Kevin, Who's Who in Hong Kong. Hong Kong: Who's Who in Hong Kong Ltd., 1988. ISBN 978-9-62702-804-8
- Topic 16: Bail in Criminal Proceedings （页面存档备份，存于）. Hong Kong: The Law Reform Commission of Hong Kong, December 1988.
- Topic 25: Report on Arrest （页面存档备份，存于）. Hong Kong: The Law Reform Commission of Hong Kong, August 1992.
- "French police arrest Newall's brother （页面存档备份，存于）", The Herald, 18 March 1993.
- "Parents' killer to be freed after 13 years （页面存档备份，存于）", Daily Telegraph, 25 May 2007.
- "O'CONNOR, Rory", Who's Who 2013. London: A. & C. Black, 2012. ISBN 978-1-40815-491-5
- "Co Down man was gifted judge on three continents （页面存档备份，存于）", The Irish News, 15 August 2015.
- "OBITUARY: Rory O'Connor sat as judge under African trees and Asian skyscrapers （页面存档备份，存于）", News Letter, 19 September 2015.
- "The Newall Murders （页面存档备份，存于）", BBC Jersey, retrieved on 1 December 2015.

### 中文資料
- 〈區敬祿奉委原訟庭法官〉，《香港工商日報》第七頁，1977年9月9日。
- 〈八人保釋五人潛逃，警方已下令通緝〉，《香港工商日報》第一頁，1978年9月20日。
- 〈貝世雄無罪獲釋〉，《香港工商日報》第一頁，1978年10月19日。
- 〈外籍律師雞姦男童七罪共判入獄三年〉，《華僑日報》第三張第一頁，1978年10月20日。
- 〈被控串謀馬氏兄弟販毒案，李輝、余毓光、陳基賢分別判囚八至十五年〉，《香港工商日報》第七頁，1978年11月16日。
- 〈碼頭外女子遭毀容，六名青年涉嫌被控〉，《華僑日報》第一張第四頁，1979年6月10日。
- 〈被控將一女子毀容，何玉麟獲釋〉，《香港工商日報》第八頁，1979年6月21日。
- 〈鄭沛錕判監五年〉，《華僑日報》第三張第四頁，1981年3月19日。
- 〈鄭沛錕須重審被控誤殺罪名〉，《工商日報》第八頁，1981年9月10日。
- 〈鄭沛錕無罪釋放〉，《華僑日報》第三張第一頁，1981年12月22日。
- 施達郎，《香港社會前途論衡》。香港：大學出版印務，1982年。ISBN 978-9-62706-901-0
- 〈伊巴咸案控方証供全部終結，今起由麥福祥答辯〉，《香港工商日報》第六頁，1984年5月10日。
- 〈伊巴咸被殺案，麥福祥判死刑〉，《香港工商日報》第六頁，1984年5月18日。
- 〈麥福祥上訴被駁回，維持繯首死刑原判〉，《華僑日報》第四張第二頁，1985年1月12日。
- 〈寶馬山雙屍案死者沉冤得雪，四被告謀殺罪成，三人依例判死刑〉，《華僑日報》第一張第一頁，1987年1月21日。
- 〈寶馬山雙屍案四被告昨聯同向上訴庭上訴〉，《大公報》第二張第五版，1988年2月12日。
- 〈寶馬山外籍男女雙屍案，三死囚與少年上訴已遭駁回〉，《華僑日報》第二張第二頁，1988年2月13日。
- 〈一九九一年元旦日，女皇授勳本港官民〉，《華僑日報》第9頁，1990年12月31日。
- 趙文宗，《香港法律與社會工作》。香港：進一步多媒體有限公司，1999年。ISBN 978-9-62832-623-5
- 吳君玉主編，《2001香港電影回顧》。香港：香港電影評論學會，2003年。ISBN 978-9-62827-108-5
- 何亮亮，《解密香港廉政公署》。北京：中信出版社，2006年。ISBN 978-7-50860-574-6
- 〈寶馬山雙屍案，張有恆上訴失敗 （页面存档备份，存于）〉，《香港蘋果日報》，2006年4月7日。
- 〈馬惜珍倘回港，律政司將撤控販毒 （页面存档备份，存于）〉，《香港蘋果日報》，2014年4月15日。
- 〈歐敬祿出手令 （页面存档备份，存于）〉，《香港蘋果日報》，2014年4月15日。
- 〈蘋話當年：1985年寶馬山雙屍案，死者家屬寬恕少年犯 （页面存档备份，存于）〉，《香港蘋果日報即時新聞》，2014年4月20日。
- 〈馬惜珍病逝：警方：被通緝者死亡將申撤拘捕令 （页面存档备份，存于）〉，《香港蘋果日報即時新聞》，2015年6月17日。

### 法律資料
- Yu Yuk-kwong and Others v The Queen CACC1099/1978
- TO Kai-sui and Others v The Queen CACC1189/1979
- The Queen v MAK Foon-than CACC0253/1984
- The Queen v PANG Shun-yee and Others CACC0040/1987

## 外部連結
- The Murder of Jalil Ibrahim （页面存档备份，存于）
- 佳寧詐騙案 （页面存档备份，存于），廉政公署
- 寶馬山雙屍案重犯尹三龍中秋出獄：我的錯無法彌補 （页面存档备份，存于），香港蘋果日報（2004年9月29日）